# Barrabas (1919)
Barrabas, Barabas ou Barabbas é um seriado mudo francês que teve sua pré-estreia em dezembro de 1919 e iniciou sua apresentação nos cinemas da França em 1920. No gênero ação, foi produzido, dirigido e escrito por Louis Feuillade, e estrelado por Fernand Herrmann e Édouard Mathé.

## Sinopse
Rudolph Strelitz, conhecido como ‘Barrabas’, é o líder brutal de uma gangue subterrânea que provoca caos e destruição na vida das pessoas civilizadas. Um advogado, Claude Varèse, está fortemente determinado a levar Strelitz à justiça com a finalidade de vingança, depois que seu pai foi guilhotinado injustamente pelo assassinato de Laure d'Hérigny, a amante de um milionário americano desaparecido. Mais tarde, a irmã de Claude Varèse, Françoise, é seqüestrada por Dr Lucius, um dos capangas de Barrabas.

## Elenco
- Fernand Herrmann ...  Jacques Varèse
- Édouard Mathé ...  Raoul de Nérac
- Gaston Michel ...  Rudolph Strélitz (Barrabas)
- Georges Biscot ...  Biscotin
- Blanche Montel ...  Françoise Varèse
- Jeanne Rollette ...  Biscotine
- Albert Mayer ...  Rougier
- Edmond Bréon ...  Dr. Lucius
- Lugane ...  Simne Delpierre
- Lyne Stanka ...  Laure d'Herigny
- Violette Jyl...  Noëlle Maupré
- Laurent Morléas ...  Laugier
- Olinda Mano ...  Odette

## Episódios
|    | Titulo francês                          | Duração  |
| -- | --------------------------------------- | -------- |
| 1  | "Prologue; La Maîtresse du Juif Errant" | 77 mins. |
| 2  | "La Justice des hommes"                 | 39 mins. |
| 3  | "La Villa des Glycines"                 | 40 mins. |
| 4  | "Le Stigmate"                           | 39 mins. |
| 5  | "Nöelle Maupré"                         | 39 mins. |
| 6  | "La Fille du condamné"                  | 39 mins. |
| 7  | "Les Ailes de Satan"                    | 39 mins. |
| 8  | "Le Manoir mystérieux"                  | 40 mins. |
| 9  | "L’Otage"                               | 40 mins. |
| 10 | "L’Oubliette"                           | 38 mins. |
| 11 | "Le Revenant"                           | 38 mins. |
| 12 | "Le Justice"                            | 38 mins. |